# NGC 1034
NGC 1034 je galaksija u zviježđu Kit.

## Vanjske poveznice
- SEDS: NGC 1034